# Старе Місто (Слов'янськ)
Історичний центр Слов'янська або Старе Місто — один із найдавніших житлових, промислових, культурних масивів міста Слов'янськ. Тут розпочалося розселення міста Соляне після ліквідації фортеці Тор. Територія збігається із центром міста.

## Ареал

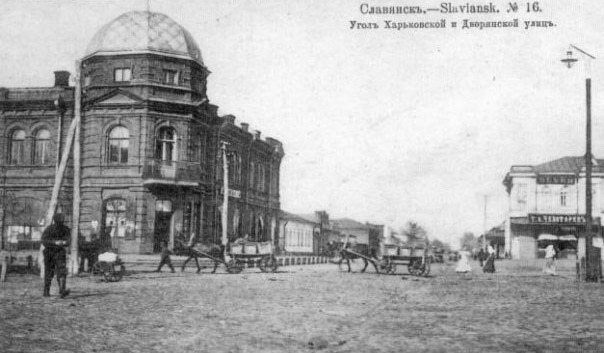
Листівка зі Слов'янська ХІХ століття

На історико-архітектурному опорному плані міста Слов'янська були визначені межі Старого Міста. Починаючи від будинку купецьких зібрань, на північ, по вулиці Генерала Лозановича, праворуч по вулиці Ярослава Мудрого, до дитячої лікарні.
Північною межею є вулиця Ботанічна та Козацька. 
Східна межа проходить по вулиці Валківській. 
Потім, взловж річки Казенний Торець, до вулиці Свободи. Від площі Сімейка по вулиці Торговій, по вулиці Міській, через сквер Мрія до вулиці Добровольського. Потім до перехрестя з Банківською і до будинку купецьких зібрань.
З півночі межує з Цілинним, зі сходу — зі Старосодовим, з півдня — з річкою Казенний Торець та Варшавою, із зіходу — з Шовковичним парком. 

## Історія
Забудова Старого Міста почалася після розформування Торської фортеці у 1783 році. 
Перша вулиця міста — Торська. Хатини були солом'яні, рідше дерев'яні, тому місто більш нагадувало велике село. Згодом з'являються вулиці Таганрозька (на південь, через Таганрозькі міські ворота), Маяківська (на схід, через Маяківські міські ворота), Ізюмська (на північ, через Ізюмські міські ворота), Бахмутська (на південь, через Бахмутські міські ворота). Центральна площа — Старобазарна.
У 1830-х роках від вулиці Великоковальської утворюється вулиця Університетська. 
Кам'яні та цегляні будинки з'явилися у на початку ХІХ століття. Після будівництва Троїцького собору (1836-1841), центром міста стала Базарна, нині Соборна площа, навколо якої і розпочинається інтенсивна забудова. Туди сходилися найбільші значні вулиці — Тараса Шевченка, Університетська, Центральна. Місто забудовувалось стихійно. У 1894-1898 через центр було прокладено залізничну гілку до станції Слов'янські мінеральні води.
«Історичний вісник» 1912 року писав: «дві-три примітивно вимощені вулиці у центрі міста, проте два кроки від центру — те саме село зі звичайними мазанками, з непросвітним пилом в суху погоду та непролізною багнюкою під час дощів». 
У 1910-х активно розвивається виробництва, і разом з цим виходять на новий рівень архітектура та містобудування. У 1900 центр міста був забудований повністю. Тоді ж міська дума уклала рішення про благоустрій центральної частини міста — Соборна площа та проїжджі частини вулиць Харківська, Дворянська, Таганрозька і Катеринославська були вимощені плиткою, уздовж доріг було прокладено канали для стоків дощових вод. Тротуари підійняли відносно проїжджої частини і виклали червоною цеглою, а на деяких ділянках візерунчатою теракотовою плиткою. Обабіч тротуарів було висаджено акації. Реконструкція остаточно визначила центр міста.

## Зображення

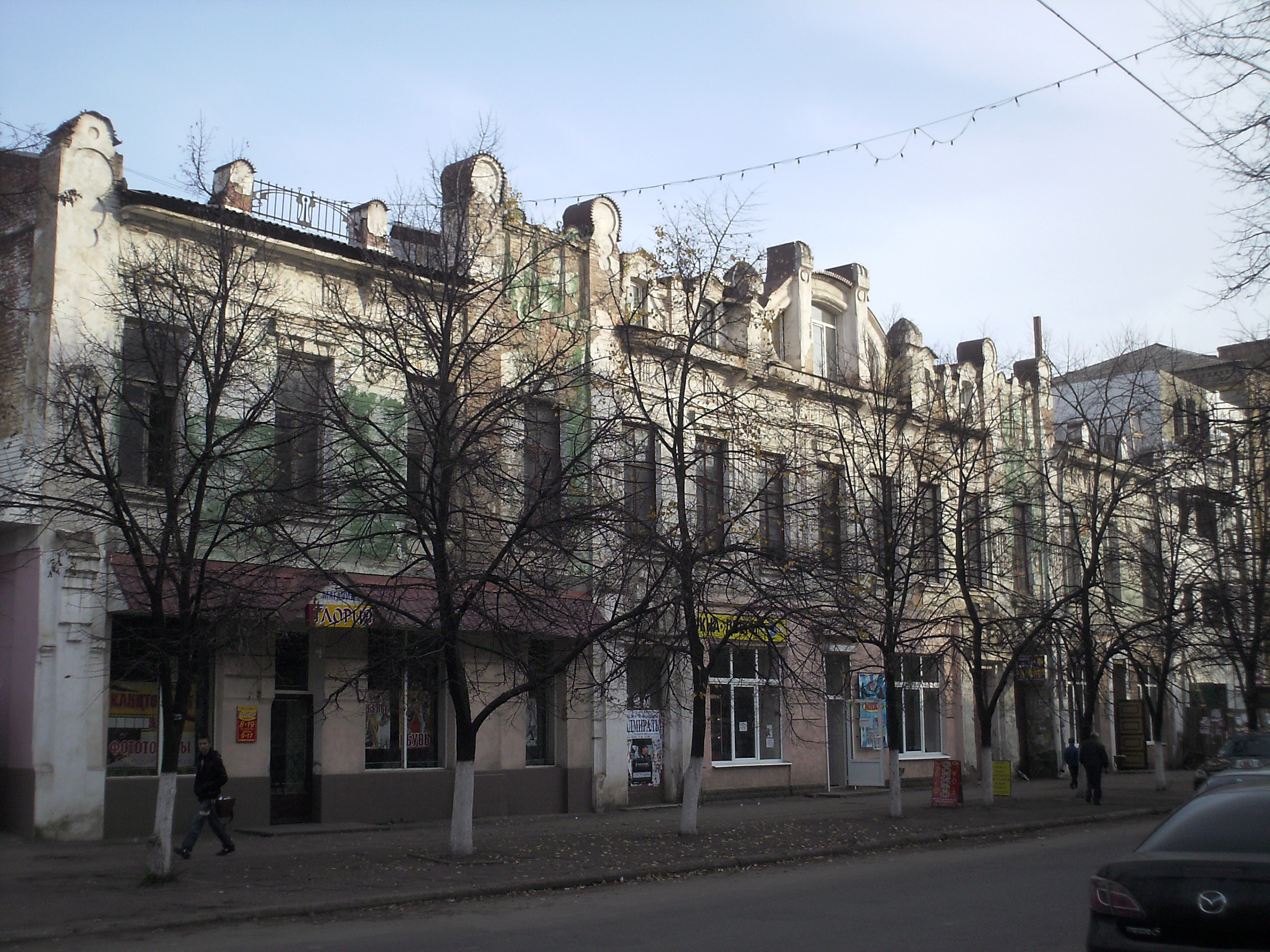
Будинок Александрова 1911
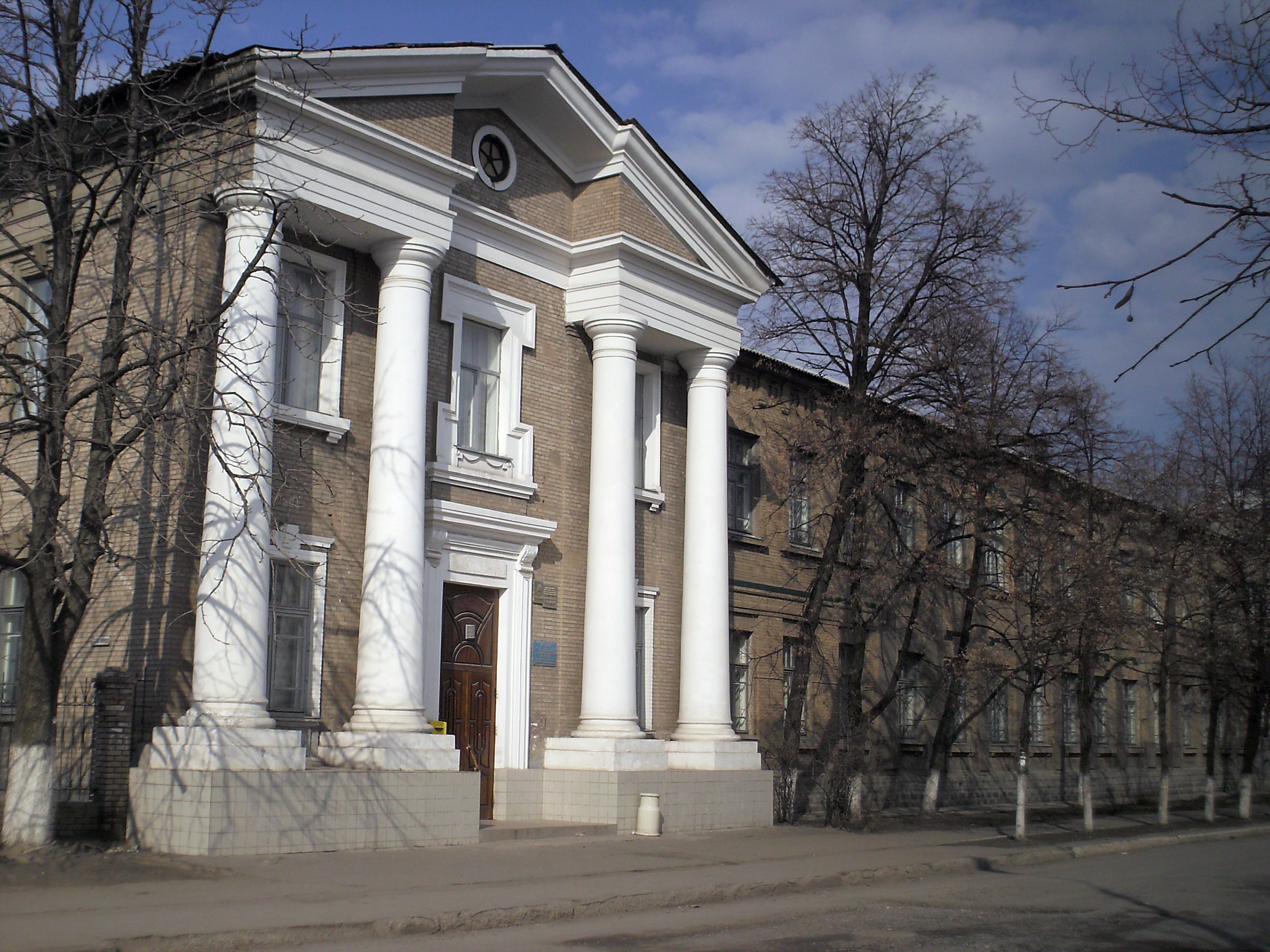
Жіноча «Червона» гімназія. 1890
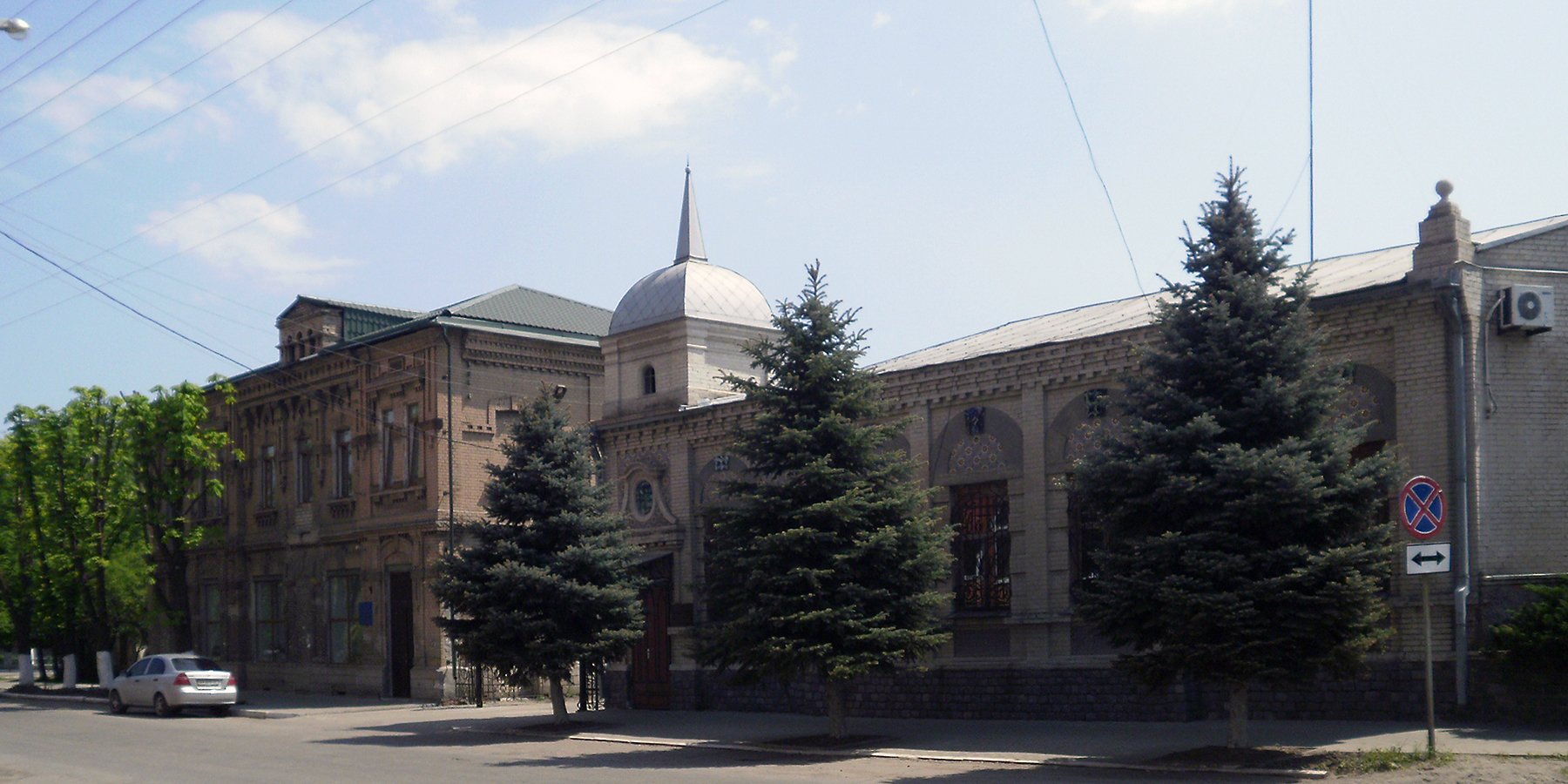
Вулиця Центральна
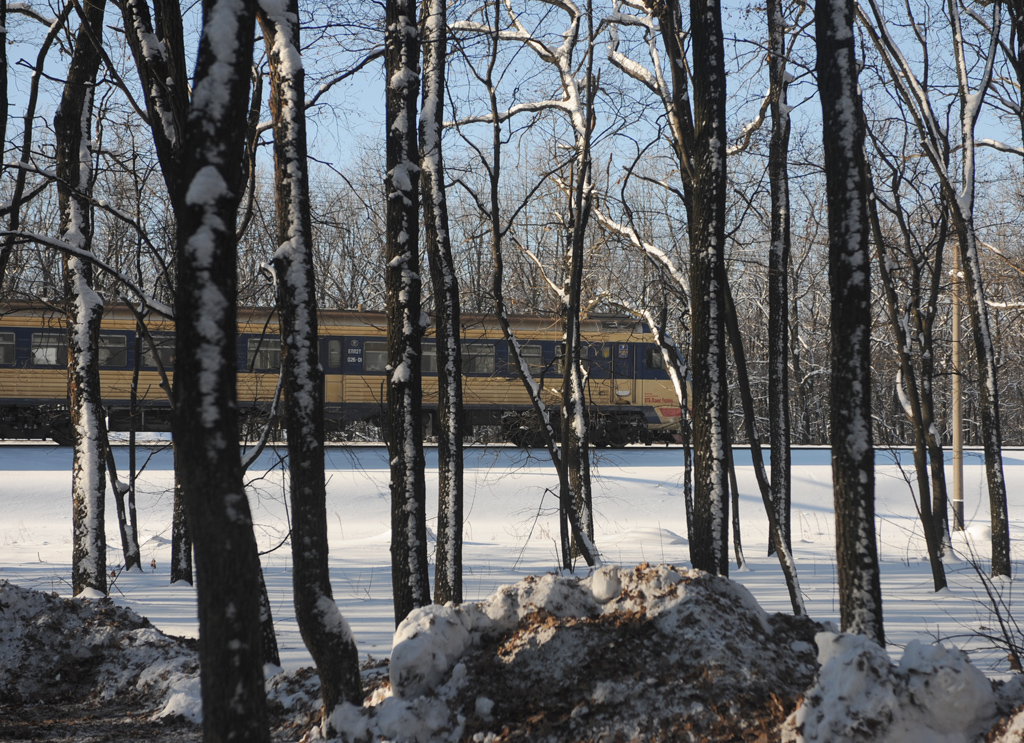
Сквер у Старому місті
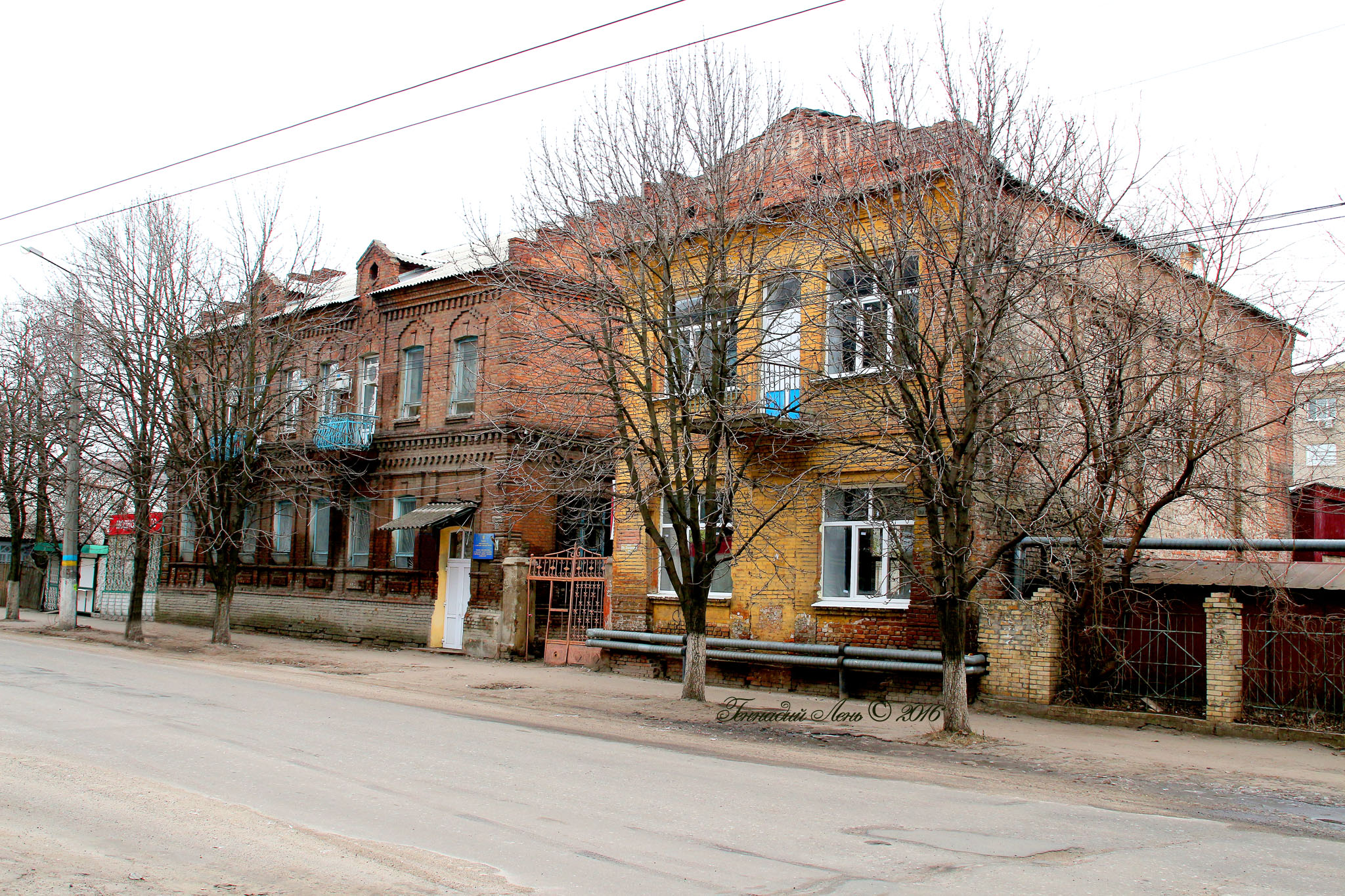
Вулиця Банківська
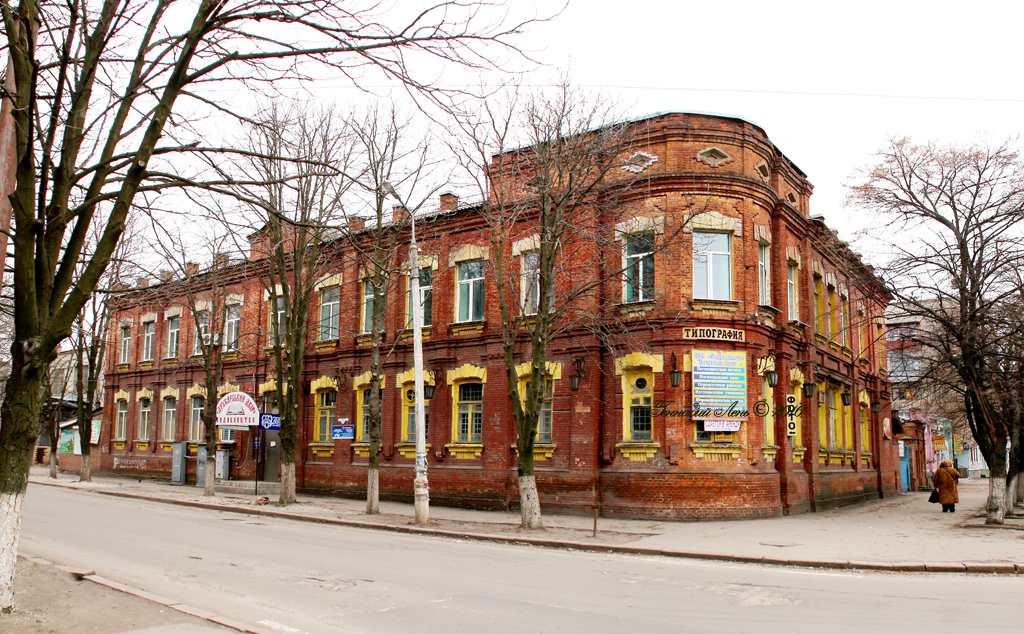
Особняк Грушка, 1890
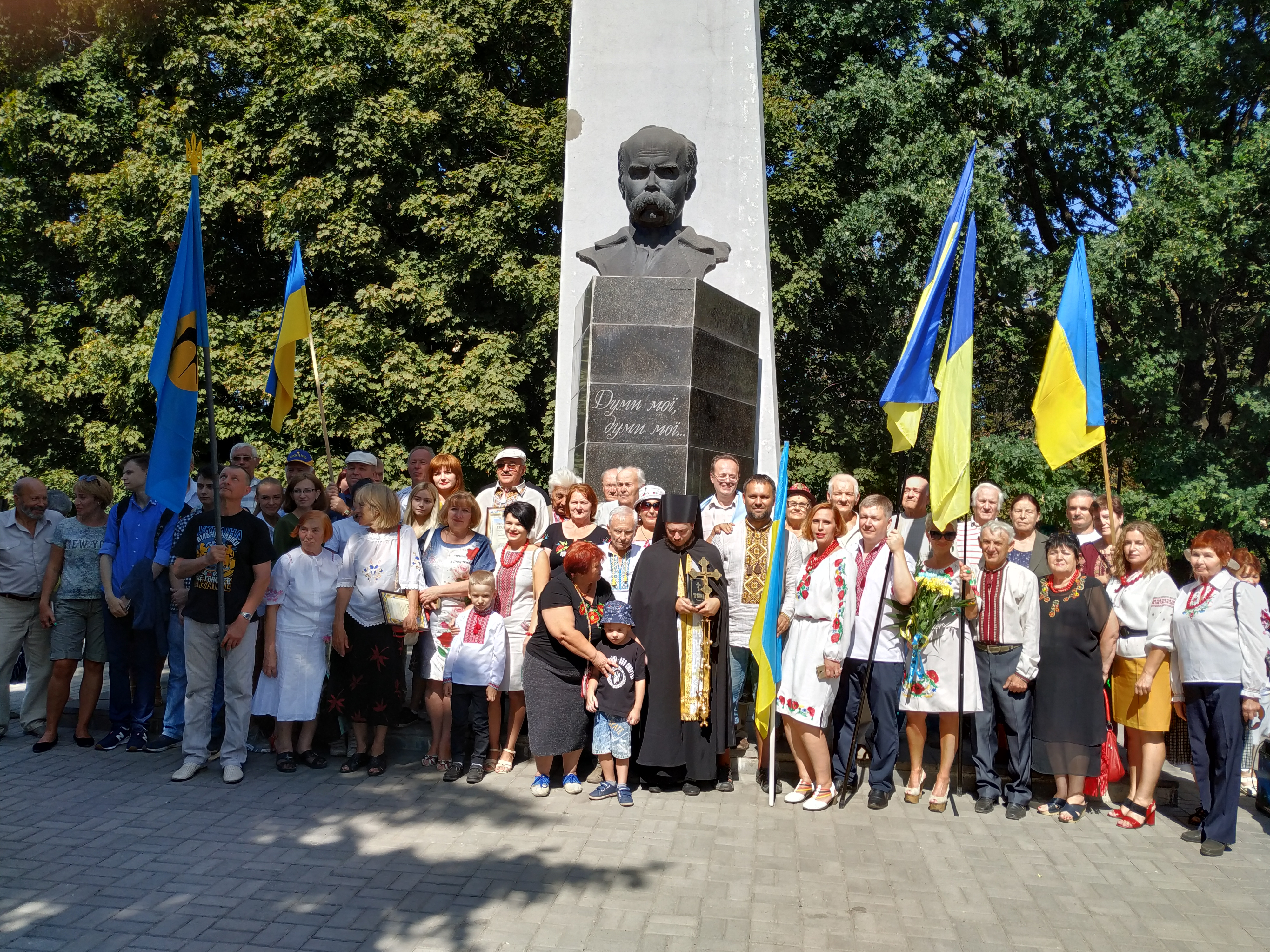
Сквер Шевченка
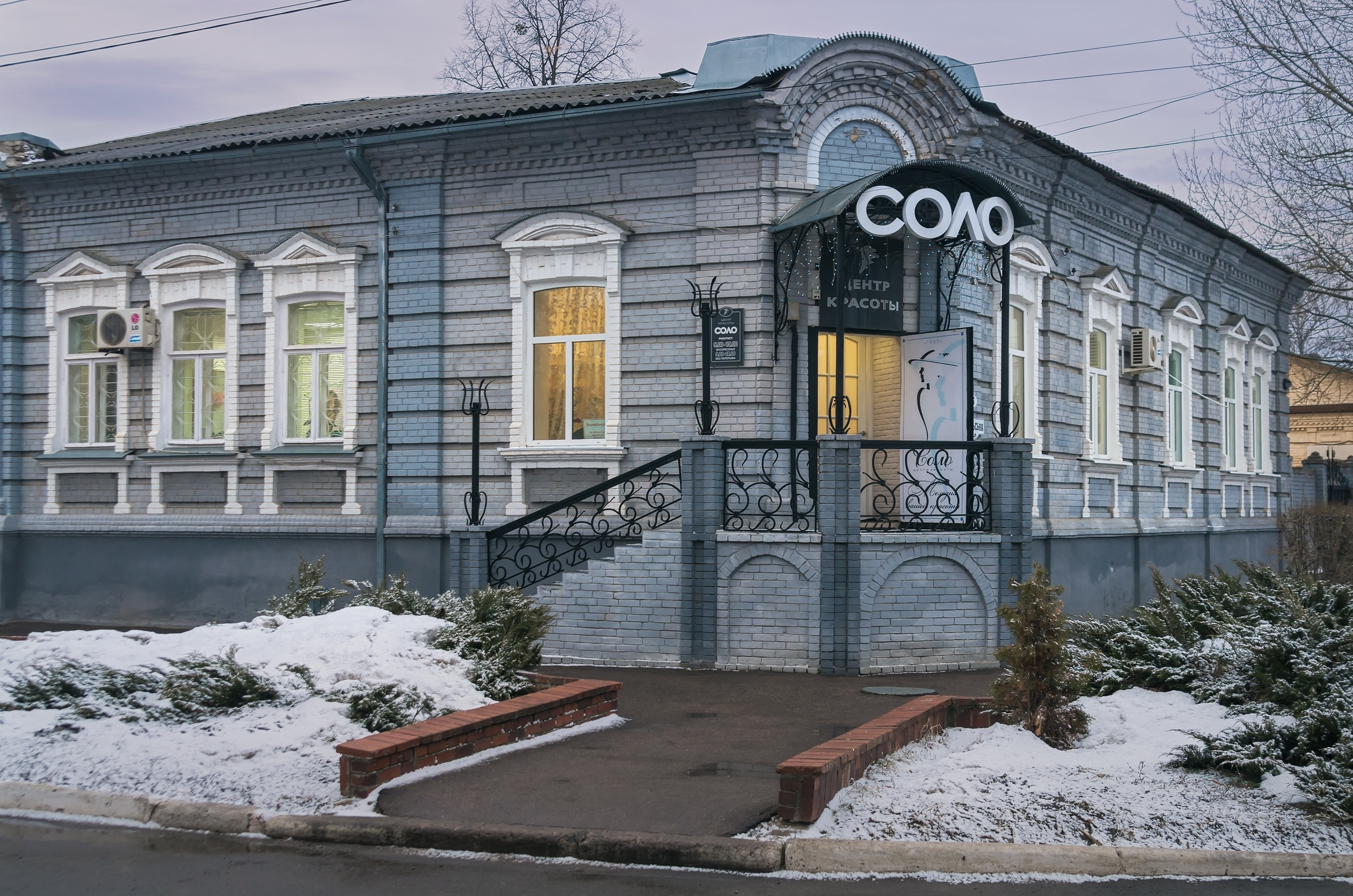
Особняк Проскурякова, 1890